# マット・チャップマン (野球)
マシュー・ジェームズ・チャップマン（Matthew James Chapman（英語発音: [ˈmæt ˈd͡ʒeɪmz ˈt͡ʃæpmən]）,  1993年4月28日 - ）は、アメリカ合衆国カリフォルニア州ヴィクターヴィル出身のプロ野球選手（三塁手）。右投右打。MLBのサンフランシスコ・ジャイアンツ所属。代理人はスコット・ボラス。愛称はチャッピー。
メディアによっては「チャプマン」とする表記もある。

## 経歴

### プロ入り前
カリフォルニア州立大学フラトン校時代の2013年には第39回日米大学野球選手権大会のメンバーとして来日している。

### プロ入りとアスレチックス時代

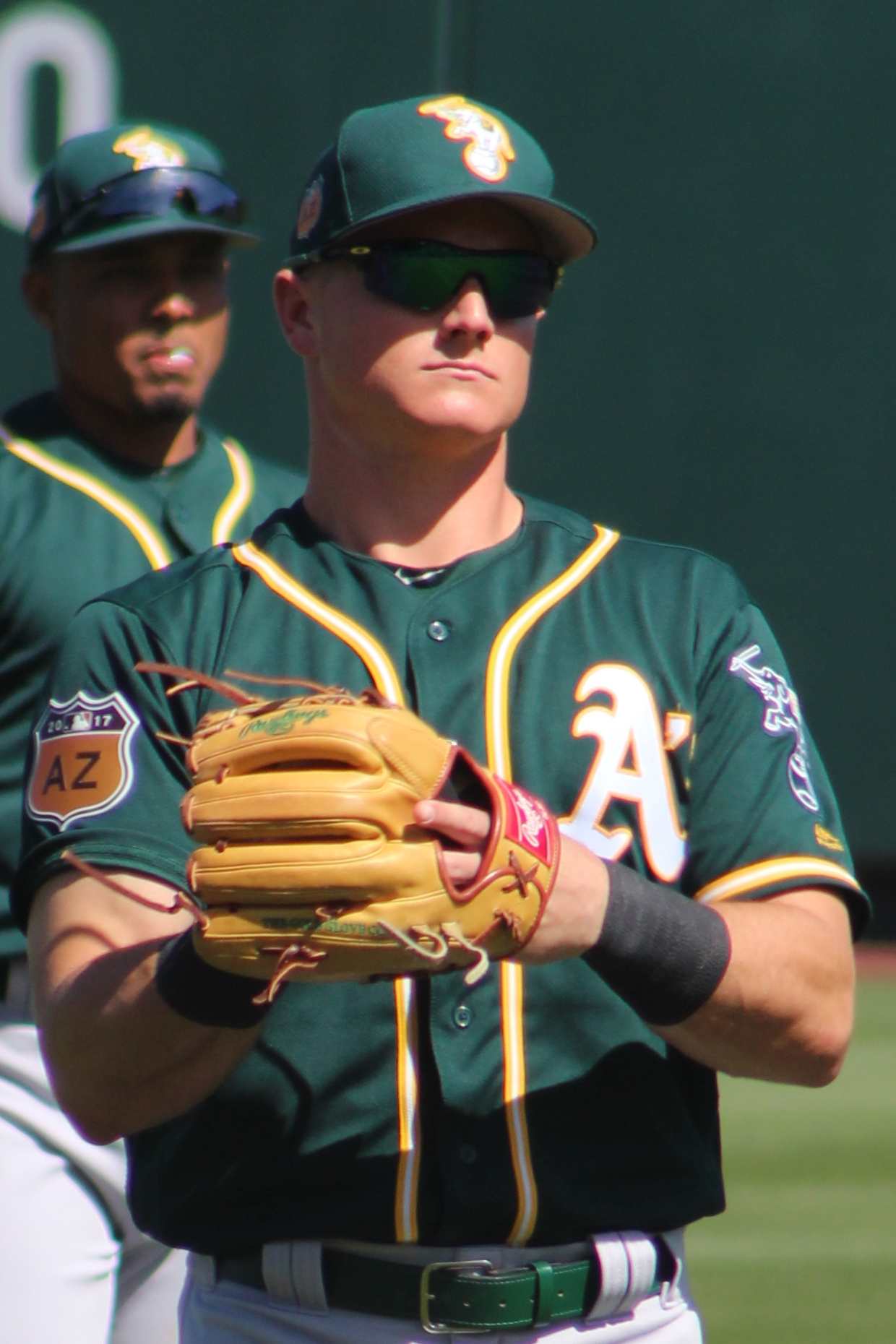
オークランド・アスレチックス時代
（2017年3月7日）

2014年のMLBドラフト1巡目（全体25位）でオークランド・アスレチックスから指名されプロ入り。契約後、傘下のルーキー級アリゾナリーグ・アスレチックスでプロデビュー。A級ベロイト・スナッパーズ、AA級ミッドランド・ロックハウンズでプレーし、3球団合計で54試合に出場して打率.246、5本塁打、20打点、2盗塁を記録した。
2015年はA+級ストックトン・ポーツでプレーし、80試合に出場して打率.250、23本塁打、57打点、4盗塁を記録した。
2016年はAA級ミッドランドとAAA級ナッシュビル・サウンズでプレーし、2球団合計で135試合に出場して打率.237、36本塁打、96打点、7盗塁を記録した。
2017年は開幕からAAA級ナッシュビルで迎え、6月15日にメジャー契約を結んでアクティブ・ロースター入りし、メジャーデビューとなった同日のニューヨーク・ヤンキース戦で「6番・三塁手」で先発出場して3打席のうち2度出塁した。翌16日の同カードではメジャー初安打と初打点を含む3打点を記録した。
2018年は正三塁手として145試合に出場し、打率.278、24本塁打、68打点の成績を残した。オフにはゴールドグラブ賞、プラチナ・ゴールド・グラブ賞、フィールディング・バイブル・アワードを初受賞した。
2019年は東京ドームで開催されたシアトル・マリナーズとのMLB日本開幕戦のメンバーとして来日。自身初となるオールスターゲームにも選出された。最終的に156試合に出場して打率.249、36本塁打、91打点の成績を記録した。オフには前年に続きゴールドグラブ賞、プラチナ・ゴールド・グラブ賞、フィールディング・バイブル・アワードを受賞した。

### ブルージェイズ時代
2022年3月16日にガナー・ホグランド、ザック・ローグ、ケビン・スミス、カービー・スニードとのトレードで、トロント・ブルージェイズへ移籍した。移籍先のブルージェイズでも正三塁手として起用され、リーグトップとなる守備率.988を記録した。
2023年は4月に打率.384、5本塁打、21打点でメジャートップのOPS1.152という好成績を記録し、4月度のプレイヤー・オブ・ザ・マンスを受賞した。5月30日のブルワーズ戦で通算400打点を記録した。この年は140試合に出場して、打率.240、17本塁打、54打点、OPS.754を記録し、2年ぶり4度目となるゴールドグラブ賞を受賞した。オフの11月3日にFAとなった。ブルージェイズからはクオリファイング・オファーを受けていたが、同月14日の期日までに契約は行わなかった。

### ジャイアンツ時代
2024年3月1日にサンフランシスコ・ジャイアンツとオプトアウト条項付きの3年総額5400万ドルで契約を結んだことが報じられ、3日に正式契約を結んだ。9月4日に6年総額1億5100万ドルの条件で2030年まで契約を延長した。この年は打率.247、チーム最多のとなる27本塁打、78打点、15盗塁を記録し、2年連続5度目となるゴールドグラブ賞と5年ぶり3度目となるフィールディング・バイブル・アワードを受賞した。

## 詳細情報

### 年度別打撃成績
| 年 度    | 球 団    | 試 合 | 打 席 | 打 数 | 得 点 | 安 打 | 二 塁 打 | 三 塁 打 | 本 塁 打 | 塁 打 | 打 点 | 盗 塁 | 盗 塁 死 | 犠 打 | 犠 飛 | 四 球 | 敬 遠 | 死 球 | 三 振 | 併 殺 打 | 打 率 | 出 塁 率 | 長 打 率 | O P S |
| -------- | -------- | ----- | ----- | ----- | ----- | ----- | -------- | -------- | -------- | ----- | ----- | ----- | -------- | ----- | ----- | ----- | ----- | ----- | ----- | -------- | ----- | -------- | -------- | ----- |
| 2017     | OAK      | 84    | 326   | 290   | 39    | 68    | 23       | 2        | 14       | 137   | 40    | 0     | 3        | 0     | 2     | 32    | 0     | 2     | 92    | 2        | .234  | .313     | .472     | .785  |
| 2018     | OAK      | 145   | 616   | 547   | 100   | 152   | 42       | 6        | 24       | 278   | 68    | 1     | 2        | 0     | 2     | 58    | 0     | 9     | 146   | 18       | .278  | .356     | .508     | .864  |
| 2019     | OAK      | 156   | 670   | 583   | 102   | 145   | 36       | 3        | 36       | 295   | 91    | 1     | 1        | 0     | 3     | 73    | 0     | 11    | 147   | 12       | .249  | .342     | .506     | .848  |
| 2020     | OAK      | 37    | 152   | 142   | 22    | 33    | 9        | 2        | 10       | 76    | 25    | 0     | 0        | 0     | 1     | 8     | 0     | 1     | 54    | 2        | .232  | .276     | .535     | .812  |
| 2021     | OAK      | 151   | 622   | 529   | 75    | 111   | 15       | 3        | 27       | 213   | 72    | 3     | 2        | 0     | 9     | 80    | 0     | 4     | 202   | 6        | .210  | .314     | .403     | .716  |
| 2022     | TOR      | 155   | 621   | 538   | 83    | 123   | 27       | 1        | 27       | 233   | 76    | 2     | 2        | 0     | 5     | 68    | 1     | 10    | 170   | 7        | .229  | .324     | .433     | .757  |
| 2023     | TOR      | 140   | 581   | 509   | 66    | 122   | 39       | 2        | 17       | 216   | 54    | 4     | 2        | 0     | 2     | 62    | 1     | 8     | 165   | 4        | .240  | .330     | .424     | .755  |
| 2024     | SF       | 154   | 647   | 575   | 98    | 142   | 39       | 2        | 27       | 266   | 78    | 15    | 2        | 0     | 2     | 64    | 3     | 6     | 158   | 13       | .247  | .328     | .463     | .790  |
| MLB：8年 | MLB：8年 | 1022  | 4235  | 3713  | 585   | 896   | 230      | 21       | 182      | 1714  | 504   | 26    | 14       | 0     | 26    | 445   | 5     | 51    | 1134  | 64       | .241  | .329     | .462     | .790  |

- 2024年度シーズン終了時

### 年度別守備成績
| 年 度 | 球 団 | 三塁（3B） | 三塁（3B） | 三塁（3B） | 三塁（3B） | 三塁（3B） | 三塁（3B） | 遊撃（SS） | 遊撃（SS） | 遊撃（SS） | 遊撃（SS） | 遊撃（SS） | 遊撃（SS） |
| 年 度 | 球 団 | 試 合      | 刺 殺      | 補 殺      | 失 策      | 併 殺      | 守 備 率   | 試 合      | 刺 殺      | 補 殺      | 失 策      | 併 殺      | 守 備 率   |
| ----- | ----- | ---------- | ---------- | ---------- | ---------- | ---------- | ---------- | ---------- | ---------- | ---------- | ---------- | ---------- | ---------- |
| 2017  | OAK   | 84         | 72         | 203        | 13         | 34         | .955       | -          | -          | -          | -          | -          | -          |
| 2018  | OAK   | 145        | 133        | 331        | 20         | 37         | .959       | -          | -          | -          | -          | -          | -          |
| 2019  | OAK   | 156        | 146        | 311        | 9          | 27         | .981       | -          | -          | -          | -          | -          | -          |
| 2020  | OAK   | 36         | 28         | 57         | 5          | 9          | .944       | 1          | 1          | 2          | 0          | 0          | 1.000      |
| 2021  | OAK   | 150        | 166        | 274        | 6          | 40         | .987       | 3          | 0          | 1          | 0          | 0          | 1.000      |
| 2022  | TOR   | 153        | 164        | 999        | 5          | 41         | .988       | -          | -          | -          | -          | -          | -          |
| 2023  | TOR   | 137        | 114        | 253        | 12         | 35         | .968       | -          | -          | -          | -          | -          | -          |
| 2024  | SF    | 154        | 100        | 290        | 15         | 34         | .963       | -          | -          | -          | -          | -          | -          |
| MLB   | MLB   | 1015       | 923        | 1982       | 85         | 257        | .972       | 4          | 1          | 3          | 0          | 0          | 1.000      |

- 2024年度シーズン終了時
- 各年度の太字はリーグ最高
- 各年度の太字年はゴールドグラブ賞受賞

### 表彰
- ゴールドグラブ賞（三塁手部門）：5回（2018年、2019年、2021年、2023年、2024年）
- プラチナ・ゴールド・グラブ賞：2回（2018年、2019年）
- フィールディング・バイブル・アワード（三塁手部門）：3回（2018年、2019年、2024年）
- プレイヤー・オブ・ザ・マンス：1回（2023年4月）

### 記録
- MLBオールスターゲーム選出：1回（2019年）

### 背番号
- 26（2017年 - ）

### 代表歴
- 2013年日米大学野球選手権大会アメリカ合衆国代表